# Арсенид трипалладия
Арсенид трипалладия — бинарное неорганическое соединение
палладия и мышьяка
с формулой Pd3As,
кристаллы,
не растворяется в воде.

## Получение
- В природе встречается минерал арсенопалладинит — Pd8As3 с примесями [1].
- Спекание стехиометрических количеств чистых веществ:

{\displaystyle {\mathsf {3Pd+As\ {\xrightarrow {822^{o}C}}\ Pd_{3}As}}}

## Физические свойства
Арсенид трипалладия образует кристаллы
тетрагональной сингонии,
пространственная группа I 4,
параметры ячейки a = 0,9986 нм, c = 0,4836 нм, Z = 8.
Не растворяется в воде.